# Bidessonotus regimbarti
Bidessonotus regimbarti är en skalbaggsart som beskrevs av J. Balfour-browne 1947. Bidessonotus regimbarti ingår i släktet Bidessonotus och familjen dykare. Inga underarter finns listade i Catalogue of Life.